# Вулиця Карла Маркса (Мінськ)
Вулиця Карла Маркса (біл. Вуліца Карла Маркса) — вулиця в центральній частині Мінська, в Ленінському районі; названо на честь Карла Маркса. До 1922 року називалась вулицею Свердлова, раніше також називалась Підгірною та вулицею Новий Ринок.

## Розтішування
Проходить у Ленінському районі Мінська від кордону з Московським та Жовтневим районами до кордону з Партизанським районом. Починається від вулиці Свердлова, закінчується вулицею Янки Купали. Проходить практично паралельно до проспекту Незалежності та вулиці Кірова. Перетинає вулиці:
- Володарського,
- Комсомольську,
- Леніна,
- Енгельса,
- Красноармійську.

Поряд із вулицею Карла Маркса розміщено станції метрополітену Площа Леніна, Купаловська та Жовтнева.

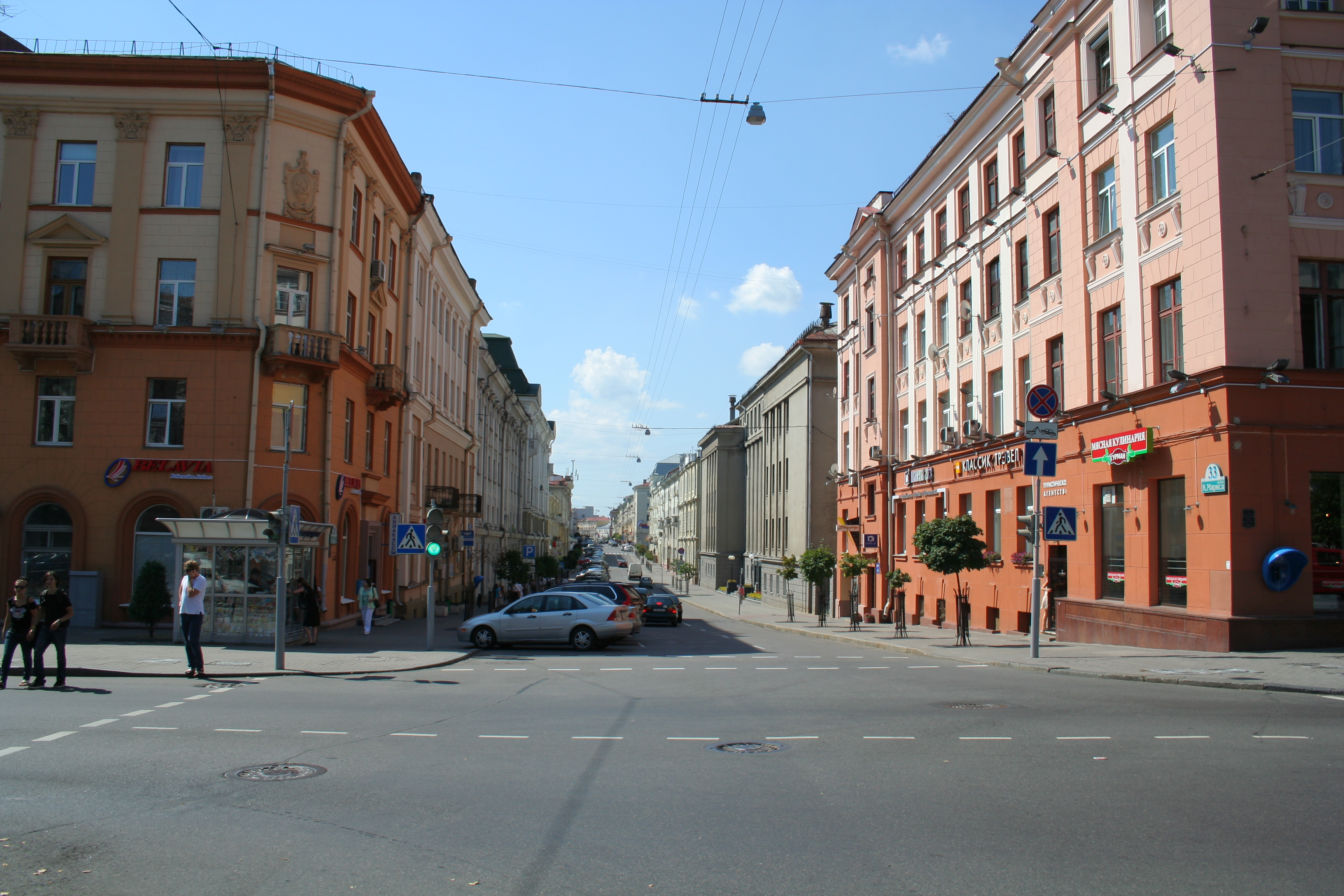
Вид на вулицю Карла Маркса з боку вулиці Леніна

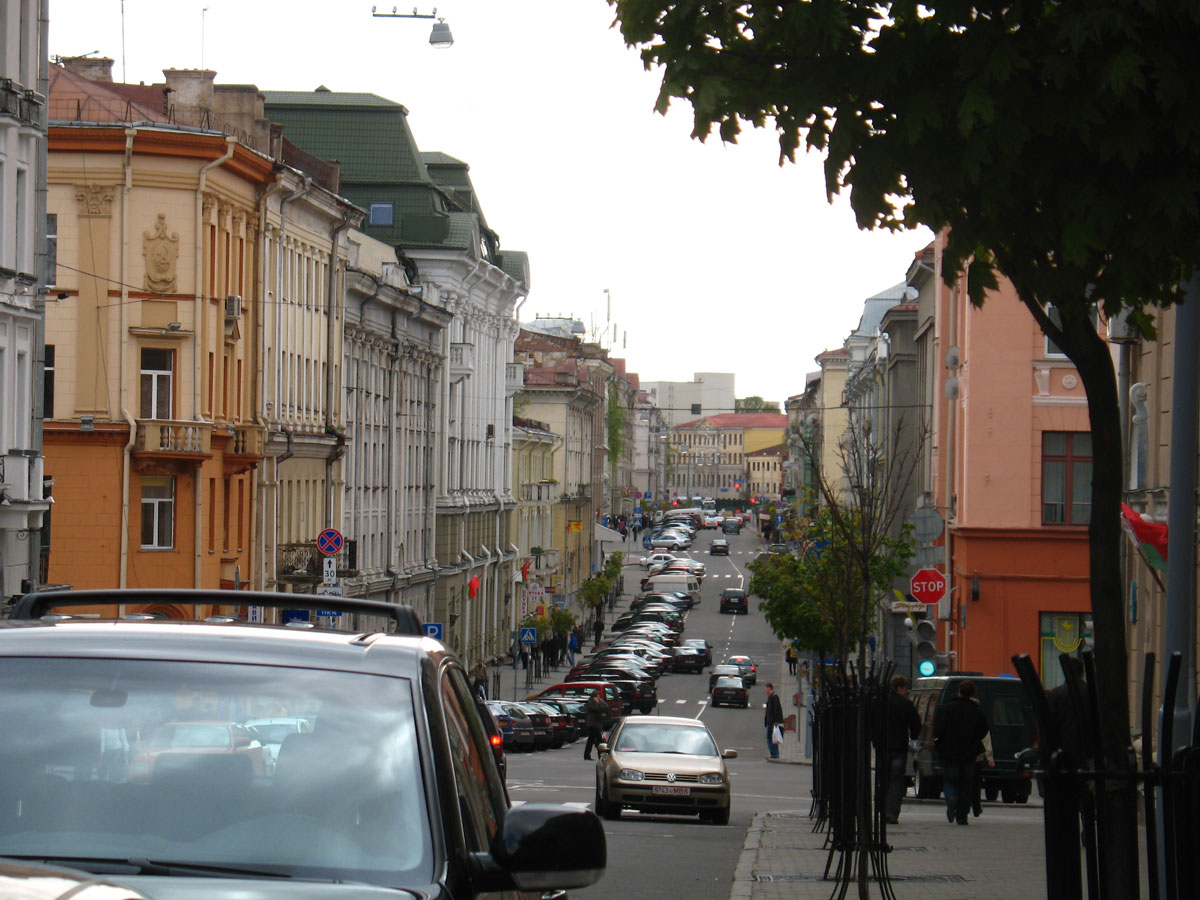
Вид на початок вулиці

## Рух транспорту
Рух транспорту значною частиною вулиці односторонній. Громадський транспорт вулицею не ходить. З 2012 року по суботах та неділях є пішохідною.

## Будівлі та пам'ятки
Нумерація будинків — від вулиці Свердлова. Більшість будівель 4- та 5-поверхові і зведені у 1930-их роках й у першу повоєнну десятирічку. На вулиці розміщені:
- Національний історичний музей (колишній Національний музей історії та культури)[~ 1],
- Інститут державної служби Академії управління при Президенті Республіки Білорусь[~ 2],
- філологічний факультет Білоруського державного університету[~ 3],
- Конституційний Суд Республіки Білорусь[~ 4],
- посольство Великої Британії[~ 5],
- Адміністрація Президента Республіки Білорусь[~ 6].

На перетині з вулицею Енгельса знаходиться Національний академічний театр імені Янки Купали, на перетині з вулицею Красноармійською — Центральний Будинок офіцерів. Між ними на вулицю Карла Маркса виходить Олександрівський сквер.

## Адреси
1. ↑  вул. Карла Маркса, 12
2. ↑  вул. Карла Маркса, 22
3. ↑  вул. Карла Маркса, 31
4. ↑  вул. Карла Маркса, 32
5. ↑  вул. Карла Маркса, 37
6. ↑  вул. Карла Маркса, 38